# John Middleton Murry
Pour les articles homonymes, voir Middleton.
John Middleton Murry, né le 6 août 1889 à Peckham, près de Londres, et mort le 12 mars 1957 à Londres, est un écrivain, journaliste et critique littéraire britannique.

## Biographie
Personnalité importante des milieux littéraires anglais au cours de la première moitié du XXe siècle, il a été le second mari de Katherine Mansfield, nouvelliste moderniste néo-zélandaise dont il a contribué à faire publier l'œuvre, et un proche ami de D. H. Lawrence. Il a eu une courte liaison avec la princesse Elizabeth Bibesco.

## Rédacteur de revues
Il a été rédacteur de plusieurs revues :
- Rhythm, dont il fut rédacteur en chef de 1911 à 1913,
- The Signature, qu'il fonda avec D. H. Lawrence en 1915, mais qui cessa rapidement sa publication,
- L'Athenaeum, dont il fut rédacteur en chef de 1919 à 1921, et qui sous son influence publia essentiellement des œuvres de  T. S. Eliot, Virginia Woolf, Lytton Strachey, Clive Bell, et d'autres membres du Bloomsbury Group,
- The Adelphi (devenue The New Adelphi en 1927), qu'il fonda en 1923 et dont il fut rédacteur en chef jusqu'en 1930.

## Famille
Il se maria quatre fois :
- avec Katherine Mansfield en 1918,

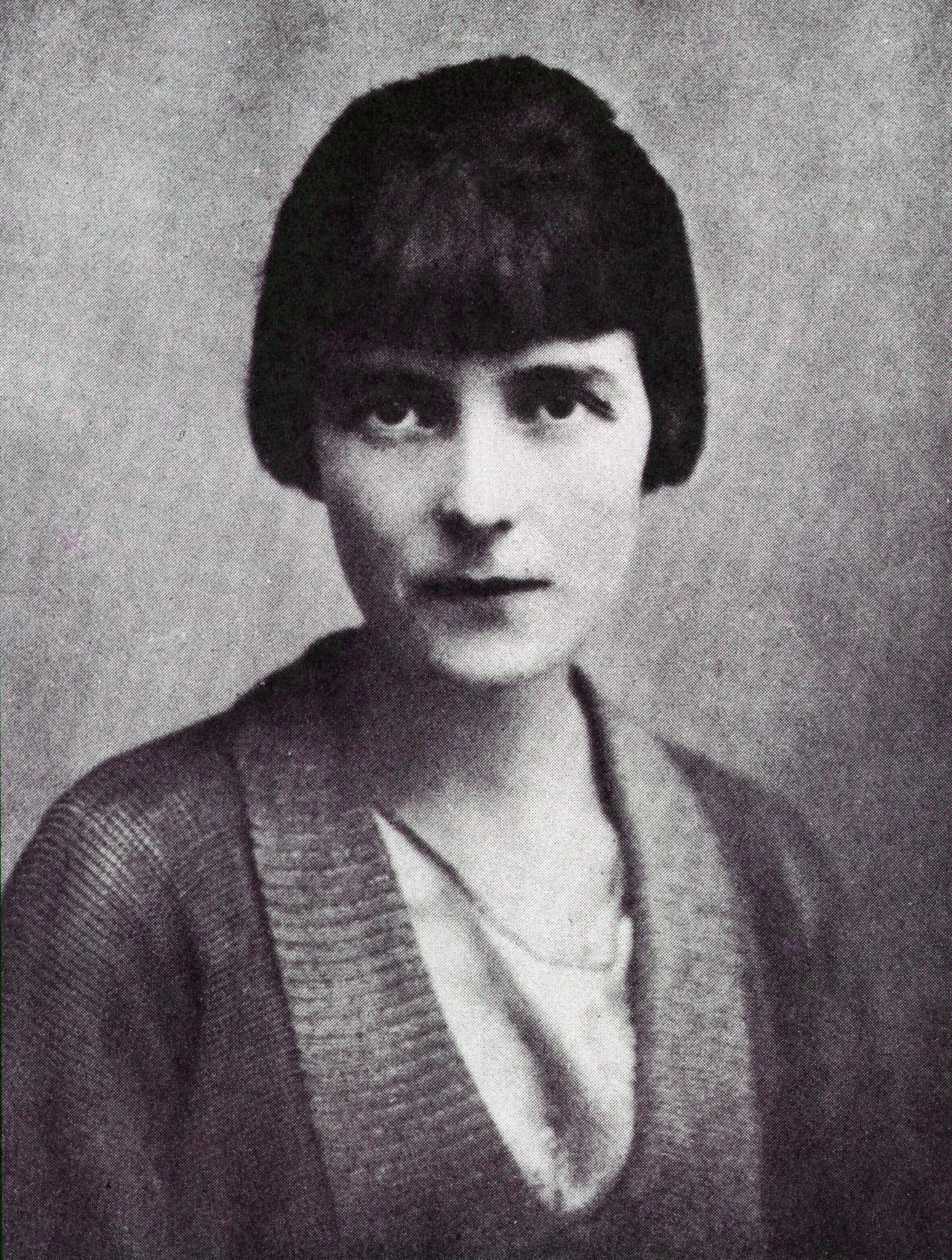
Katherine Mansfield, nouvelliste moderniste.

- avec Violet Le Maistre en 1924, avec qui il eut deux enfants :
  - une fille, Katherine Violet Middleton Murry, qui devint écrivaine et publia Beloved Quixote, the secret life of John Middleton Murry en 1986,
  - un fils, John Middleton Murry Jr., qui écrivit quatre romans sous le pseudonyme de Colin Murry – après la mort de son père qui avait accueilli le premier sans indulgence – et de nombreux romans et nouvelles de science-fiction sous celui de Richard Cowper.
- avec Elizabeth Cockbayne en 1932, avec qui il eut 2 autres enfants,
- avec Mary Gamble en 1954.

## Œuvres
- Fyodor Dostoevsky: A Critical Study, 1916
- Still Life, 1916 (roman)
- Poems: 1917-18, 1918
- The Critic in Judgement, 1919
- The Evolution of an Intellectual, 1920
- Aspects of Literature, 1920
- Cinnamon & Angelica, 1920 (pièce en vers)
- Poems: 1916-1920, 1921
- Countries of the Mind, 1922
- Pencillings, 1922
- The Problem of Style, 1922
- The Voyage, 1924 (roman)
- Discoveries, 1924
- To the Unknown God, 1925
- Keats and Shakespeare, 1925
- Murry, John Middleton (éd.), Journal of Katherine Mansfield, 1927 (traduction française : Journal de Katherine Mansfield, 1955)
- Things to Come, 1928
- God: An Introduction to the Science of Metabiology, 1929
- D .H. Lawrence, 1930
- Studies in Keats, 1931
- The Necessity of Communism, 1932
- Reminiscences of D.H. Lawrence, 1933
- William Blake, 1933
- The Biography of Katherine Mansfield, 1933 (avec Ruth E. Mantz)
- Between Two Worlds, 1935 (autobiographie)
- Marxism, 1935
- Shakespeare, 1936
- The Necessity of Pacifism, 1937
- Heaven and Earth, 1938
- Heroes of Thought, 1938
- The Pledge of Peace, 1938
- The Defence of Democracy, 1939
- The Price of Leadership, 1939
- Europe in Travail, 1940
- The Betrayal of Christ by the Churches, 1940
- Christocracy, 1942
- Adam and Eve, 1944
- The Free Society, 1948
- Looking Before and After: A Collection of Essays, 1948
- Katherine Mansfield and Other Literary Portraits, 1949
- The Mystery of Keats, 1949
- John Clare and other Studies, 1950
- The Conquest of Death, 1951
- Community Farm, 1952
- Jonathan Swift, 1955
- Unprofessional Essays, 1956
- Love, Freedom and Society, 1957
- Not as the Scribes, 1959

## liens externes
- Ressource relative aux beaux-arts :   - National Portrait Gallery
- Notices dans des dictionnaires ou encyclopédies généralistes :   - Britannica
  - Brockhaus
  - Deutsche Biographie
  - Enciclopedia italiana
  - Enciclopedia De Agostini
  - Hrvatska Enciklopedija
  - Internetowa encyklopedia PWN
  - Nationalencyklopedin
  - Oxford Dictionary of National Biography
  - Store norske leksikon
  - Treccani
  - Universalis
- Notices d'autorité :   - VIAF
  - ISNI
  - BnF (données)
  - IdRef
  - LCCN
  - GND
  - Italie
  - Japon
  - CiNii
  - Belgique
  - Pays-Bas
  - Pologne
  - Israël
  - NUKAT
  - Catalogne
  - Suède
  - Vatican
  - Australie
  - WorldCat